# Climent Garau Salvà
Climent Garau Salvà   (Llucmajor, 1913 - 20 d'abril de 2013) fou un glosador i músic mallorquí.
Climent Garau va ser clarinet principal de la Banda de Música de Llucmajor i membre de diferents conjunts musicals. Va musicar moltes de les seves cançons. És autor de:
- El recull de gloses Honorifiquem els nostres artífexs llucmajorers del 1982.[2]
- Historia de mi vida del 1997.
- Casos, coses i personatges que deixaren record a Llucmajor: per Climent Garau i Salvà del 2002.